# Be Aware
Be Aware  suivant le  terme rendu célèbre par Jean-Claude Van Damme, est un ensemble de mots présents dans le nom de plusieurs sociétés de production de télévision française, d'édition et de diffusion de radio française, de pré-presse, de production de films et de fictions pour la télévision créées ou étant en rapport avec l'animateur-producteur de radio et de télévision française Sébastien Cauet.
Chacune des sociétés « Be Aware » est une unité de gestion indépendante (un "business unit"). Elles ont les mêmes associés en la personne de Sébastien Cauet et/ou Cauet Groupe (devenu par la suite Be Aware Groupe, détenu à 100 % par Cauet) et la même adresse de siège social. Certaines sont des SASU, comme Be Aware Fictions, dont l'associé unique est Be Aware Groupe. D'autres sont des SAS associant Sébastien Cauet et Be Aware Groupe.
L'ensemble est coiffé par le holding Be Aware Groupe.

## Be Aware Groupe
La marque commerciale « Be Aware Groupe » était utilisée précédemment bien qu'aucune société ne s'appelait ainsi. Ce terme pouvait être lié à l'ex-société "Cauet Groupe" (devenu par la suite Be Aware Groupe) détenue par Sebastien Cauet.
Immatriculée le 17 juillet 2003 sous le nom de Cauet Licensing, son activité est la gestion des sociétés « Be Aware ». Elle est la deuxième société créée et dirigée par Sébastien Cauet. Elle deviendra Cauet Groupe en décembre 2004 puis Be Aware Groupe en novembre 2008.
Elle est aujourd'hui un des piliers des sociétés de Sébastien Cauet puisqu'elle a employé 4 personnes et généré 706 365 euros de chiffre d'affaires pour un résultat net de 748 645 euros en 2007.
Comme toutes holding, elle a pour vocation de regrouper les participations dans différentes sociétés afin d'en assurer l'unité de direction. Ainsi, on peut supposer que le Be Aware Groupe doit regrouper les participations dans toutes les sociétés de Sébastien Cauet (Be Aware Tivi, Be Aware Radio, Be Aware Prod, Be Aware Presse, Be Aware Fictions) afin de les gérer plus souplement et plus facilement.
Contrairement à ce qu'affirmait la presse, jusque fin août 2010, Sebastien Cauet était l'associé unique du Be Aware Groupe, il s'est ensuite associé avec « Telfrance et Associés », présidé par Fabrice Larue (Plus belle la vie, Louis la Brocante...) a qui il a vendu la quasi-totalité de sa société,.

## Be Aware Tivi
Immatriculée le 26 novembre 2002, Be Aware Productions, une société dont l'activité est la production de films et de programmes pour la télévision, est la première société créée et dirigée par Sébastien Cauet. Cette société par actions simplifiée unipersonnelle deviendra Be Aware Tivi en novembre 2004. Elle est aujourd'hui un des piliers du Be Aware Groupe puisqu'elle a employé 39 personnes et généré 14 102 975 euros de chiffre d'affaires pour un résultat net de 334 169 euros en 2007. Cette société produit ou a produit :
- La Méthode Cauet sur TF1 coproduite au départ avec Loribel puis produite seule par Be Aware Tivi
- CaueTiVi diffusé sur MCM puis sur TF6
- Cauet, “Sex Prime” diffusé sur TF6
- Les Pénibles, série de caméra cachées avec Cartman et Miko diffusé sur TF6
- Cauet retourne la TV, une émission de parodie diffusée sur l'horaire dit "Prime time" sur TF1
- Muppets TV diffusé sur TF1
- Cauet, c'est que du fun diffusé sur TF6
- On nous dit, une émission qui se propose de revenir sur les idées reçues diffusée pendant l'été 2008 sur TF1
- Blockbuster, une émission sur le cinéma diffusée pendant l'été 2008 sur Sci-Fi
- Pas de vacances pour Cauet, une émission diffusée l'été en deuxième partie de soirée sur TF1
- La Cauetidienne, une émission quotidienne diffusée sur l'horaire dit « After School » sur TF1
- Qu'est-ce qu'on met dans le best-of 2 ?, émission diffusée sur TF6
- Cauet à New York, émission diffusée sur TF6
- Paparanews et Paparanews Hot, une émission people hebdomadaire diffusée à plusieurs horaires sur Virgin 17
- La Folle Route avec Vincent Mc Doom et Magloire, émission diffusée sur TF6
- Cauet fait le tour de..., émission diffusée sur TF6
- Une minute chrono qui devait être diffusée dès janvier 2009 sur Virgin 17
- L'incroyable casting, émission diffusée sur TF6
- 50 images étonnantes, vrai ou faux ?, émission diffusée sur TF1
- Cauet, 15 ans de radio, émission diffusée sur TF6
- 100 % phénomènes, émission diffusée sur TF6
- Ça va s'Cauet, émission diffusée sur TF1, en coproduction avec TF1 Production
- 100 % immersion, émission diffusée sur Direct 8
- Bravo le monde, émission diffusée sur Comédie !
- Les 12 pères Noël, émission diffusée le 24 décembre 2010 sur NRJ 12
- Partez tranquilles, France 2 s'occupe de tout ! émission diffusée durant l'été 2011 sur France 2 le dimanche à 18h50
- Connaissez-vous bien la France ?, jeu télévisé émission diffusée durant l'été 2011 du lundi au vendredi à 12h55 sur France 3
- Dans les coulisses du show, émission diffusée le 12 novembre 2011 sur France 2
- Bienvenue chez Cauet, talk Show qui, du 19 novembre 2011 au 26 juin 2013, est diffusé tous les samedis à partir de 16h45 sur NRJ 12.
- Le plus grand fan diffusé du 8 décembre 2011 au 19 juin 2013 sur TF6.
- 180 jours avec Cauet, les coulisses du one man diffusé le 8 mars 2012 sur TF6.
- Le job de mes rêves, diffusé en 2012 sur France 4.
- Les collectionneurs de l’extrême diffusé en 2012 sur Direct 8.
- #Faut pas rater ça ! diffusé du 5 novembre 2012 au 29 mars 2013 du lundi au vendredi à 18h35 sur France 4.
- Qui allez-vous croire ? diffusé le 10 décembre 2014 sur NRJ 12.
- Cauet au Palais des Sports diffusé le 4 avril 2015 sur NRJ 12.
- C'est devenu culte ! diffusé de 2015 à 2016 sur NRJ 12.

La société a été dissoute le 16 avril 2019

## Be Aware Radio
Société d'Édition et diffusion de programmes radio.
Immatriculée le 17 novembre 2004, Be Aware Radio, une société dont l'activité est l'édition et la diffusion de programmes radio, est la troisième société créée et dirigée par Sébastien Cauet. Cette société par actions simplifiée unipersonnelle a employé 7 personnes et généré 1 535 081 euros de chiffre d'affaires pour un résultat net de 109.278 euros en 2007, ce qui la place avant-dernière devant Be Aware Presse. Cette société a produit l'émission matinale de Sébastien Cauet sur Fun Radio et sur Virgin Radio et elle produit, aujourd'hui, l'émission "C'Cauet" sur NRJ.
En 2010, Be Aware a investi dans le site de webradio thématiques Hotmixradio
Produit :
- Le morning de Cauet diffusé sur Fun Radio jusqu'en juin 2008, et Virgin Radio de septembre 2008 à juin 2009.
- La Tranche de Gigot, diffusé sur Rire et Chansons, du 31 août 2015 à juin 2016
- Cauet S'lâche sur Virgin Radio du le 29 août 2017 au 29 juin 2018
- C'Cauet diffusé sur NRJ du 23 août 2010 au 30 juin 2017 puis de retour à partir du 27 août 2018.

Le chiffres d'affaires 2018 est de 946 400 € .Elle emploie 7 salariés et enregistre une perte de 175 400 € en 2018.
En novembre 2023, à la suite d'une plainte pour viol et agressions sexuelles à l'encontre de Sébastien Cauet, NRJ et Be Aware suspendent l'émission C'Cauet jusqu'à nouvel ordre. En mars 2024, Be Aware traîne NRJ devant le tribunal de commerce de Paris pour rupture de contrat abusive. Ne percevant plus de revenus et n'ayant plus d'émission à produire, Sébastien Cauet a indiqué avoir dû licencier l'intégralité de son personnel.

## Be Aware Prod
Immatriculée le 17 novembre 2004, en même temps que Be Aware Radio, Be Aware Prod, est une société dont l'activité est le soutien aux entreprises, elle est responsable des produits dérivés (DVD, CD...) et de la production d'autres artistes.
C'est la quatrième société créée et dirigée par Sébastien Cauet. Cette société par actions simplifiée unipersonnelle a employé 2 personnes et généré 566 373 euros de chiffre d'affaires pour un résultat net de 344 676 euros en 2007, ce qui en fait un des piliers économiques du Be Aware Groupe, derrière Be Aware Tivi.
Elle produit ou a produit :
- Les cassettes vidéo et les DVD de Cauet : les meilleurs moments des séquences télévisées et radiophoniques ;
- Les CD de chansons parodiées ;
- La compilation Le mix de Cauet ;
- Le single de Claude Njoya & Richard Bahericz (C. Project) : Morning.
- Le spectacle vivant : « j’aurai dû écouter ma mère », one-man show de Vanessa Fery
- Activités Internet de "Be Aware Groupe" : Cauet.fr

La société est dissoute le 20 juin 2012.

## Be Aware Presse
Immatriculée le 3 novembre 2005, Be Aware Presse, une société dont l'activité est la pré-presse, est la cinquième société créée et dirigée par Sébastien Cauet. Cette société par actions simplifiée unipersonnelle a employé 1 personne et généré 10 000 euros de chiffre d'affaires pour un résultat net de 5 150 euros en 2007, ce qui en fait la société la moins rentable du Be Aware Groupe, en chute libre depuis le début 2007. Cette société était coéditrice du magazine "Guts" avec Hachette Filipacchi Médias (filière du groupe Lagardère Média) et Gérard Ponson jusqu'en décembre 2007 au maximum (source : JDD (Journal Du Dimanche) daté du 6 janvier 2008 et confirmé dans l'émission Medias, le magazine sur France 5 datée du 22 novembre 2008) mais elle produit encore des pages "clé en main" pour le magazine Entrevue.
- Coéditrice du magazine Guts avec Hachette Filipacchi Médias (filière du groupe Lagardère Média) et Gérard Ponson
- A fourni clé en main des pages pour Entrevue

Toutefois, il semblerait que cette activité soit abandonnée à terme, l'activité "Presse" n'étant pas présenté sur le site du groupe de la société.
La société est dissoute le 8 août 2010.

## Be Aware Fictions
Immatriculée le 30 novembre 2007, Be Aware Fictions, une société dont l'activité est la production de films et de programmes pour la télévision, est la sixième société créée et dirigée par Sébastien Cauet. Cette société par actions simplifiée unipersonnelle est encore trop récente et n'a pas encore publié de bilan annuel. Cette société correspond à la volonté de Sébastien Cauet de s'attaquer à la production de fictions pour la télé et pour le cinéma.
Elle a produit Code Barge, diffusée sur TF1 pendant l'été 2008 et produit actuellement un projet de long métrage de fiction coécrit avec Luc Besson pour le cinéma avec comme sujet le personnage qu'il a créé dans La Méthode Cauet, Patrick le DJ.
Produit :
- Code Barge sur TF1 pendant l'été 2008
- Un projet de long métrage de fiction coécrit avec Luc Besson pour le cinéma avec comme sujet le personnage qu'il a créé dans La Méthode Cauet, Patrick le DJ

### Logos

Logo Be Aware Groupe entre septembre 2008 et 2016.
Logo de Be Aware Tivi entre septembre 2002 et septembre 2008.
Logo de Be Aware Tivi depuis septembre 2008.
Logo de Be Aware Radio.
Logo Be Aware Prod.
Logo de Be Aware Fictions.

La société est dissoute le 20 juin 2012.

## Be Aware Holding
- Lors de la création de la société Be Aware Holding, le 5 septembre 2008, la société avait la même adresse et était présidée par Banijay Entertainment[18],[19], la société de Stéphane Courbit, société qui était actionnaire unique de Be Aware Holding[20].
- Le 4 octobre 2008, lors de son passage dans l'émission +clair sur Canal+[21], Sébastien Cauet indique que rien n'est fait et que c'est en pourparlers.
- Le 9 octobre 2008[22], la société a déménagé dans les locaux des sociétés de Sébastien Cauet, un changement de président a aussi été effectué.
- Le 14 octobre 2008 dans le Grand Journal de BFM[23], Sébastien Cauet indique que les discussions entre lui et Stéphane Courbit avancent bien et qu'ils sont en bonne voie.
- Le 22 novembre 2008 dans l'émission Médias, le magazine sur France 5[24], Sébastien Cauet indique que lui et Stéphane Courbit sont en « super, méga, fin de négo » et qu'ils se sont « plus que tapés dans la main », référence à son interview sur Canal +.

Après 16 mois de négociation, le site de Jean-Marc Morandini révèle que finalement la société de Sébastien Cauet n'intégrera pas la société de Stéphane Courbit.
Le logo "Be Aware Groupe" n'est donc plus référencé sur le site de Banijay Entertainment.
Le 17 juin 2010, l'entreprise a été radié avec comme liquidateur Sébastien Cauet. Lors de son premier bilan, le 31 décembre 2008, la société a réalisé un résultat net de -75 000 euros